# Gheorghe Ghica

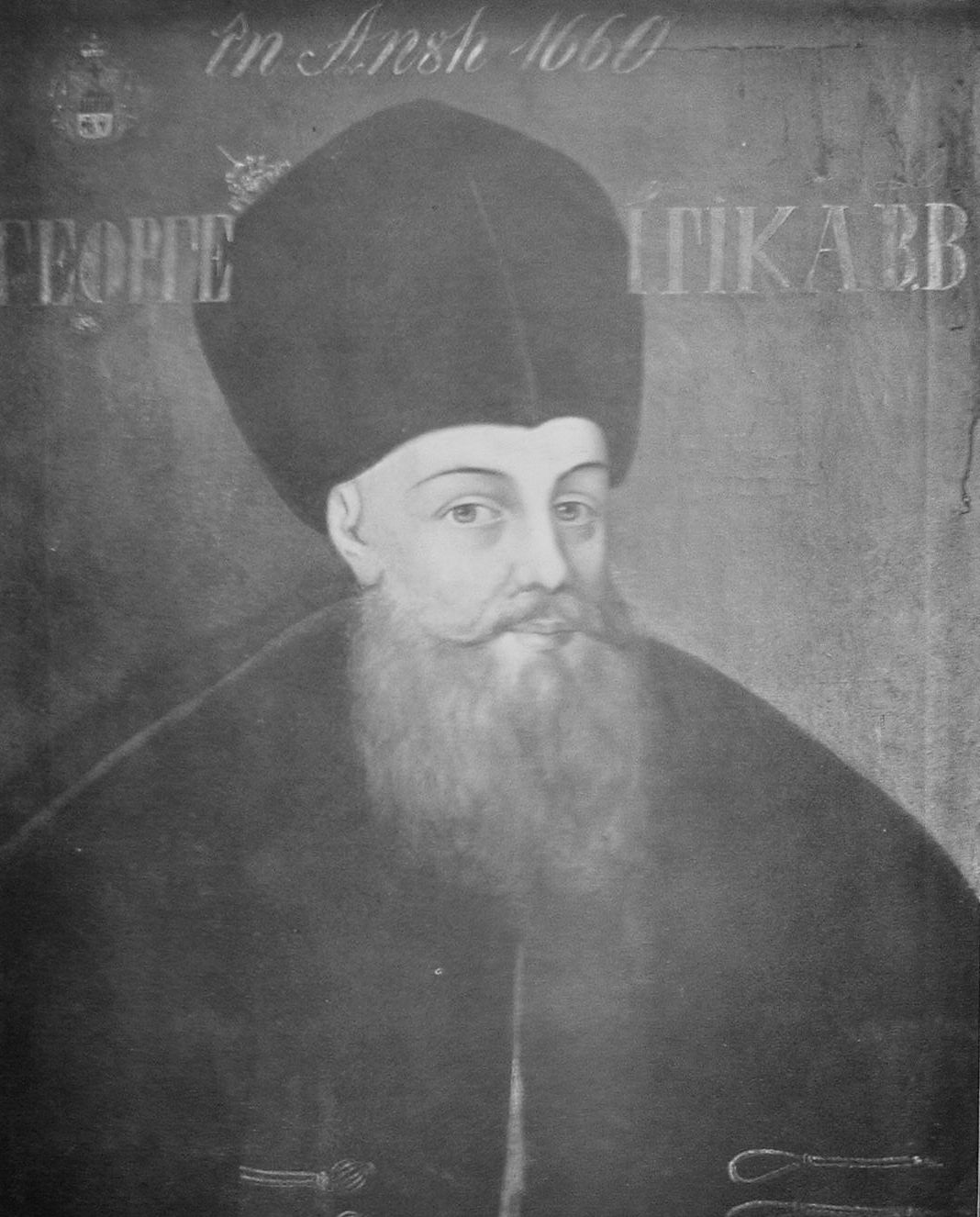
Ein späteres Porträt des Gheorghe Ghica

Gheorghe Ghica (* 1600; † 1664) war von 1658 bis 1659 Herrscher des Fürstentums Moldau und anschließend für ein Jahr Herrscher des Fürstentums Walachei.

## Leben und Wirken
George Ghica wurde in Köprülü, dem heutigen Veles in Nordmakedonien, als Sohn einer albanischen Händlerfamilie geboren. Schon in jungen Jahren wurde er an das Geschäftswesen herangeführt. Mit seinem Vater zog er schließlich in den 1620er Jahren ins Fürstentum Moldau. Von dort wurde er als Günstling des albanischstämmigen moldauischen Herrschers Vasile Lupu als Diplomat nach Konstantinopel geschickt. Während seines Aufenthalts in Konstantinopel machte er die Bekanntschaft des Großwesirs Köprülü Mehmed Pascha, welcher ebenfalls albanischer Abstammung war. Es wurde mehrfach behauptet, dass die gemeinsame Abstammung ein Grund für Mehmed Paschas Einsatz für Ghicas Ernennung zum moldauischen Woiwoden gewesen sein könnte. Ghicas Regentschaft in der Moldau war nicht von Erfolg gekrönt: Er befand sich im ständigen Konflikt mit dem von den siebenbürgischen Rebellen unter Georg II. Rákóczi  unterstützten Constantin Șerban. Zeitweise wurde er sogar aus dem Fürstentum vertrieben und konnte nur mit der Hilfe von Krimtataren zurückkehren. Die Herrschaft Ghicas in der Moldau war nicht von Dauer. Da sein walachischer Amtskollege Minhea III sich der siebenbürgischen Rebellion gegen die osmanische Herrschaft angeschlossen hatte, wurde er abgesetzt und durch Ghica ersetzt. In der Moldau wurde dafür der Sohn des langjährigen Herrschers Vasile Lupu eingesetzt. Der Historiker Michał Wasiucionek spricht für diese Zeit von der Herrschaft eines „albanischen Blocks“ im Osmanischen Reich, bestehend aus Köprülü Mehmed Pascha, Ghica und Lupu. Als Fürst der Walachei verlegte Ghica die Hauptstadt von Târgoviște nach Bukarest, welches später die Hauptstadt des rumänischen Nationalstaates werden sollte. Die Herrschaft über die Walachei war jedoch ebenfalls nicht bedeutend, da der Woiwode den von Konstantinopel geforderten Tribut nicht aufbringen konnte, wurde er bald zugunsten seines Sohnes Grigorie abgesetzt. Seine letzten Lebensjahre verbrachte Gheorghe Ghica wieder als Diplomat in Konstantinopel. Ghica kann als Dynastiegründer der Familie Ghica betrachtet werden, welche in den folgenden Jahrhunderten zahlreiche einflussreiche Persönlichkeiten der rumänischen Geschichte hervorbringen sollte. Darunter befinden sich mehrere Fürsten der Moldau und der Walachei sowie die rumänischen Ministerpräsidenten Dimitrie Ghica und Ion Ghica.